# Sigmosceptrella hospitalis
Sigmosceptrella hospitalis är en svampdjursart som beskrevs av Desqueyroux-Faúndez och van Soest 1997. Sigmosceptrella hospitalis ingår i släktet Sigmosceptrella och familjen Podospongiidae.
Artens utbredningsområde är havet kring Galapagosöarna. Inga underarter finns listade i Catalogue of Life.